# 四宮和生
四宮 和生（しのみや かずお、1946年11月14日 - )は、日本の経営者。ヨータイ元代表取締役社長である。

## 経歴・人物
1946年生まれ。徳島県出身。1970年(昭和45年)3月に山口大学工学部を卒業。同年4月に大阪窯業耐火煉瓦(現ヨータイ)に入社。1995年(平成7年)4月に日生工場製造部長、1997年6月に同社工場長、1999年6月に同社取締役日生工場長、2001年に同社専務役日生工場長 兼 技術研究所・エンジニアリング事業部・貝塚工場管掌、2003年3月に同社専務取締役本社営業部・東京支社・九州支社・名古屋支社・岡山支社管掌、2003年6月に代表取締役専務、2004年4月に同社代表取締役営業部・東京支社・九州支社・名古屋支社・岡山支社・海外営業部管掌を歴任した。
2005年6月にヨータイ代表取締役社長に就任。2010年6月に同社代表取締役会長となる。

## 実績・研究
- 『MgO-C質キャスタブルとA1_2O_3-MgO質キャスタブルの耐食性の比較 』（1997）
- 『気泡を導入したプレモールドブロックの開発』 （1995）
- 『タンディッシュ湯落ち周囲側壁用純アルミナれんが』 （1998）
- 『タンディッシュ用流し込み材の耐用性改善』 （2001）
- 『低カーボン系MgO-Cれんがの開発』 （2002）
- 『シリマナイト・ムライト系耐火煉瓦特性の粒度分布依存性 』（1974)[3]